# 马莲沟组
马莲沟组是位于中国甘肃永昌县一带的上白垩世地层，1967年由甘肃第一区域地质测量大队命名。该地层以灰、灰绿、灰紫色泥质粉砂岩、砂质页岩、粉细砂岩为主，间夹泥灰岩与石膏等。